# Nikolai Wassiljewitsch Kolesnikow
Nikolai Wassiljewitsch Kolesnikow (russisch Николай Васильевич Колесников, engl. Transkription Nikolay Kolesnikov; * 8. September 1953 in Kargaly, Almaty, Kasachische SSR) ist ein ehemaliger sowjetischer Sprinter.
Bei den Olympischen Spielen 1976 in Montreal erreichte er über 200 Meter das Halbfinale. In der 4-mal-100-Meter-Staffel gewann er mit der sowjetischen Mannschaft Bronze. 
1978 siegte er bei den Halleneuropameisterschaften über 60 Meter. Bei den Europameisterschaften in Prag wurde er Siebter über 100 Meter und holte mit dem sowjetischen Quartett Bronze. 
Dreimal wurde er sowjetischer Hallenmeister über 60 Meter (1977–1979) und einmal über 100 Meter (1978). 

## Persönliche Bestzeiten
- 100 m: 10,1 s, 30. Mai 1981, Sotschi
- 200 m: 20,96 s, 1977